# Comuna Oleksiivka, Pervomaiske
Oleksiivka (în ucraineană Олексіївка) este o comună în raionul Pervomaiske, Republica Autonomă Crimeea, Ucraina, formată din satele Oleksiivka (reședința) și Prîvilne.

## Demografie
Componența lingvistică a comunei Oleksiivka
     Rusă (52,68%)
     Tătară crimeeană (25,89%)
     Ucraineană (19,21%)
     Alte limbi (0,77%)
Conform recensământului din 2001, majoritatea populației comunei Oleksiivka era vorbitoare de rusă (52,68%), existând în minoritate și vorbitori de tătară crimeeană (25,89%) și ucraineană (19,21%).